# 中臣神社
中臣神社（なかとみじんじゃ）は西野山中臣町（にしのやま-なかとみちょう）にある。正式には二之宮（にのみや）と称されている。山科神社は、一之宮といわれた。現在は、山科神社の御旅所になっている。